# Frank Acheampong
Frank Opoku Acheampong (* 16. Oktober 1993 in Accra) ist ein ghanaischer Fußballspieler auf der Position eines Stürmers und Flügelspielers. Er spielt momentan für den chinesischen Verein FC Shenzhen. Sein jüngerer Bruder Frederick Acheampong ist ebenfalls als Fußballspieler aktiv.

## Vereinskarriere

### Karrierebeginn in der Heimat
Seine Karriere als Fußballspieler begann der im Jahre 1993 in der ghanaischen Hauptstadt geborene Acheampong im Nachwuchs der King Faisal Babes aus Kumasi. Dort kam der ausgebildete Flügelspieler, der bereits zu dieser Zeit vor allem für seine Geschwindigkeit und Trickserei bekannt war, im Jahre 2009 unter dem Kroaten Zdravko Logarušić zu seinem Erstligadebüt in der ghanaischen Premier League. Nach einer Saison in der Erstklassigkeit und einem zehnten Tabellenrang der Babes wechselte der angriffsstarke Acheampong im Sommer 2010 zum Ligakonkurrenten Berekum Chelsea. Bereits während dieser Spielzeit absolvierte er im Mai 2010 ein Probetraining beim kroatischen Klub NK Osijek, das jedoch ohne Vertragsangebot für den Offensivakteur endete. Noch im gleichen Jahr wurde er von Scheich Mansour, dem Hauptanteilseigner des englischen Klubs Manchester City, nach Abu Dhabi eingeladen, um ihn bei dessen dortigen Verein al-Jazira Club zu testen, um ihn daraufhin eventuell zu Manchester City zu schicken.
Acheampong, der von den ghanaischen Fans, die ihn aufgrund seiner Technik mit dem Weltfußballer Lionel Messi verglichen, rasch den Rufnamen Messi bekam, hatte auch zahlreiche andere Angebote vorliegen. So wurde er bereits zu dieser Zeit, da mit Schwierigkeiten beim Erhalt einer englischen Arbeitsgenehmigung gerechnet wurde, mit einem belgischen Interessenten oder dem italienischen Vertreter Udinese Calcio in Verbindung gebracht. Noch bevor Berekum Chelsea am Ende der Saison 2010/11 als Meister der höchsten ghanaischen Fußballliga hervorging und sein Klub in die Zweitklassigkeit abstieg, erhielt der Verein vom thailändischen Klub Buriram PEA ein Angebot für den ghanaischen U-20-Nationalspieler.

### Wechsel nach Thailand
Im Februar 2011 wechselte Acheampong schließlich nach Thailand, wo er sich rasch als Stammkraft in der Angriffsreihe des Klubs etablieren konnte. Für den Klub aus der Provinz Buri Ram absolvierte er im Spieljahr 2011 22 Ligaspiele in der Thai Premier League, wobei er sieben Tore beisteuerte und mit dem Team nach nur einer einzigen Saisonniederlage deutlicher Meister wurde und sich somit für die Gruppenphase der AFC Champions League 2012 qualifizierte. Mit Buriram PEA, bei denen er neben Torschützenkönig Franck Ohandza und Suchao Nuchnum mannschaftsintern drittbester Torschütze war, gewann er in diesem Jahr auch noch den thailändischen FA Cup nach einem 1:0-Finalsieg in der Verlängerung über Muangthong United, sowie den thailändischen League Cup nach einem 2:0-Finalsieg über den Port F.C. In der bereits erwähnten AFC Champions League 2012 konnten sich die Thais nicht gegen die Konkurrenz durchsetzen und schieden noch als Gruppenletzter der Gruppe H hinter Guangzhou Evergrande (1.), Kashiwa Reysol (2.) und Jeonbuk Hyundai Motors (3.) vom laufenden Turnier aus. Acheampong selbst steuerte bereits beim ersten Spiel, einem 3:2-Sieg über Kashiwa Reysol, zwei Torvorlagen bei. In der nächsten Partie, einem 2:1-Erfolg über Guangzhou Evergrande, war er mit einem Tor und einem Assist gar an beiden Toren seines Teams beteiligt und war über das gesamte Turnier hinweg in allen sechs Partien seiner Mannschaft im Einsatz.
In der nachfolgenden Thai Premier League 2012 rangierte Acheampong mit seinem Team im Endklassement lediglich auf dem vierten Tabellenrang, wobei er selbst mit zehn  Toren der beste Torschütze seines Teams war und in allen 34 Ligapartien zum Einsatz kam. Des Weiteren gewann er mit dem Team als Titelverteidiger ein weiteres Mal den thailändischen FA Cup 2012, sowie den thailändischen League Cup 2012. Aufgrund des erstgenannten Erfolges durfte das Team an der Qualifikationsrunde zur AFC Champions League 2013 teilnehmen. Bereits zum Saisonende im November 2012 wurde der abwechselnd als Flügelspieler und Stürmer agierende Ghanaer vom schottischen Topklub Celtic Glasgow, der 700.000 £ für das Offensivtalent bot, umworben. Zuvor hatte Buriram United, so der neue Name seines Stammklubs, ein Angebot über 625.000 £ des deutschen Vereins Borussia Mönchengladbach ausgeschlagen. Des Weiteren sollen zu dieser Zeit diverse Klubs aus der Volksrepublik China, sowie im Jahre 2010 auch der italienische Klub US Palermo an Frank Acheampong interessiert gewesen sein. Noch Mitte Dezember 2012 wurde bekannt, dass Celtic Glasgow den jungen Ghanaer nicht weiter umwarb und stattdessen am US-amerikanischen Stürmer Juan Agudelo interessiert sei.

### Leihweiser Wechsel nach Belgien und fixe Verpflichtung
Am 28. Januar gab der belgische Topklub RSC Anderlecht die leihweise Verpflichtung des jungen Offensivakteurs für die nächsten sechs Monate bis Saisonende bekannt; der Verein hatte dabei auch die Option einer fixen Verpflichtung nach absolvierter Leihzeit. Währenddessen sein Stammverein Buriram United in der AFC Champions League 2013 bis ins Viertelfinale vordrang und dort nach zwei knappen Niederlagen gegen den iranischen Klub Esteghlal Teheran ausschied, kam er bei den Belgiern ausschließlich im Nachwuchs zum Einsatz. Mit der Reservemannschaft (U-19) der Anderlechter nahm er am angesehenen Torneo di Viareggio in der Toskana teil und wurde dabei selbst von René Peeters in allen sieben Begegnungen seiner Mannschaft eingesetzt und erzielte drei Treffer. Zwei dieser Treffer gelangen ihm beim 3:0-Sieg im Finale gegen den Nachwuchs des AC Mailand.
Mitte April gaben die Verantwortlichen des RSC Anderlecht die fixe Verpflichtung des ghanaischen Internationalen bekannt und bezahlten für Acheampong eine kolportierte Ablösesumme in Höhe von einer Million Euro, was in etwa 37 Millionen Baht betrug und damit für thailändische Verhältnisse eine Rekordsumme war. Im Anschluss wurde die Verpflichtung von Experten, darunter der im asiatischen Raum tätige Belgier Robert Procureur, als überteuert kritisiert, da beim Transfer die Kaufoption im Leihvertrag gezogen wurde, deren Ablösesumme jedoch um ein Vielfaches höher war, als die voraussichtliche Ablöse nach ausgelaufener Leihdauer. Nach der Verpflichtung wurde der Ghanaer allerdings nicht mehr in der Profimannschaft eingesetzt und war lediglich beim Sieg im belgischen Supercup 2013 als nicht eingesetzter Reservespieler auf der Ersatzbank mit dabei. Somit war er auch spielerisch nicht am Meistertitel, den die Violett-Weißen am Saisonende 2012/13 errangen, beteiligt.

### Erste Auftritte für die Profis

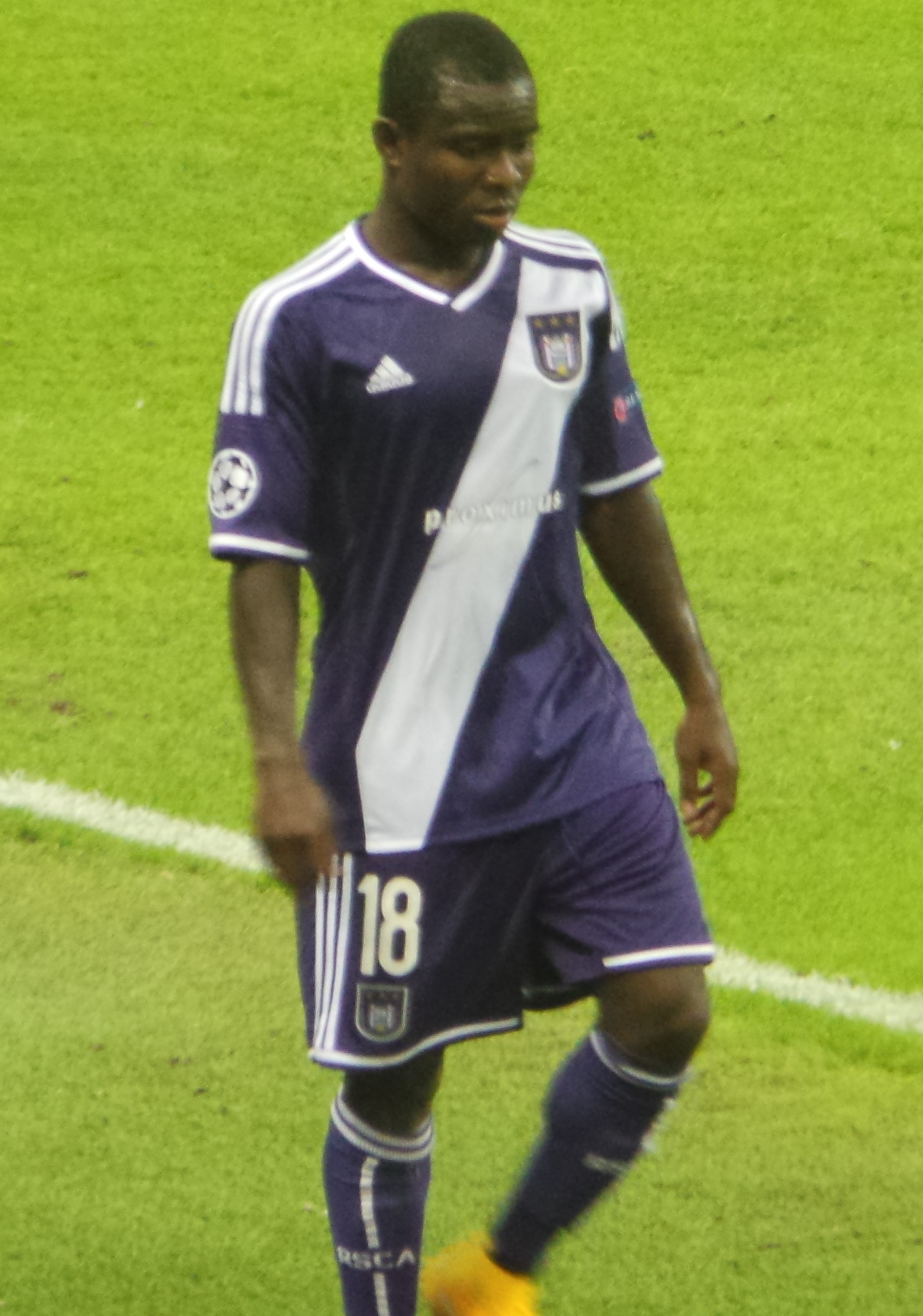
Frank Acheampong als Spieler des RSC Anderlecht (2014)

In der Spielzeit 2013/14 gab Acheampong schließlich sein Pflichtspieldebüt für die Profis des RSC Anderlecht, als er am 28. Juli 2013 bei der 2:3-Heimniederlage gegen den KSC Lokeren ab der 70. Spielminute für den ehemaligen niederländischen Teamspieler Demy de Zeeuw auf den Rasen kam. Unter John van den Brom avancierte er rasch zu einer Stammkraft, wobei er in den ersten sieben Meisterschaftsrunden, nach sechs Einsätzen bereits drei Tore und ebenso viele Torvorlagen verzeichnen konnte. Bis kurz vor dem Jahreswechsel 2013/14 setzte ihn van den Brom vorwiegend als Linksaußen, seltener auch als Rechtsaußen, ein, und ließ ihn nicht selten über die volle Spieldauer am Platz. Des Weiteren stand er in allen sechs Gruppenspielen seiner Mannschaft bei der UEFA Champions League 2013/14 am Rasen, wobei er jedoch nie länger als eine Spielzeit eingesetzt wurde und mit dem Team mit nur einem erreichten Punkt rasch vom laufenden Turnier ausschied. Nachdem seine Einsatzzahlen ab Dezember 2013, unter anderem auch wegen einer Verletzungspause, allmählich abgenommen hatten, wurde der Ghanaer ab dem neuen Jahr gar nicht mehr im Profiteam eingesetzt. Während sein thailändischer Ex-Klub im November 2013 ohne einzige Niederlage nach 32 Ligaspielen den Meistertitel errang, sowie thailändischer Pokal- und Ligapokalsieger wurde, saß Acheampong in keinem einzigen Pflichtspiel der belgischen Profis auf der Ersatzbank, sondern verbrachte nahezu die komplette Zeit bis Saisonende bei der Jugend, ehe er erst in der Meisterschaftsrunde nach der regulären Saison unter Besnik Hasi wieder zu vereinzelten Kurzeinsätzen kam. Mit der Mannschaft wurde er nach 18 Einsätzen, drei Toren und vier Assists in der regulären Saison, sowie sechs torlosen Kurzauftritten in der darauffolgenden Meisterschaftsrunde abermals belgischer Meister. Auch im belgischen Fußballpokal 2013/14 war Acheampong im Einsatz und kam dabei bei zwei Auftritten zu einem Treffer, ehe er mit dem Team im Achtelfinale erst im Elfmeterschießen gegen den KVC Westerlo ausschied.
Im Anschluss auf diese erfolgreiche Spielzeit absolvierte er am 20. Juli 2014 das Supercupspiel gegen den Pokalsieger KSC Lokeren, das die Anderlechter mit 2:1 für sich entschieden. Im Laufe der Saison 2014/15 wurde der schnelle und technisch versierte Ghanaer vom Albaner Hasi zu einem Abwehrkraft umfunktioniert, nachdem er anfangs noch vorwiegend auf den Außenbahnen als Flügelspieler eingesetzt wurde. Wie im Ligageschehen agierte Acheampong auch in der Gruppenphase der Champions League 2014/15 als Stammkraft auf der linken Seite und wurde in fünf seiner insgesamt sechs Gruppeneinsätze über die vollen 90 Minuten eingesetzt. Mit der Mannschaft erreichte er am Ende den dritten Gruppenplatz, was eine Teilnahme an der Zwischenrunde, dem Sechzehntelfinale der Europa League 2014/15, bedeutete. Dabei schied das Team allerdings gegen den FK Dynamo Moskau vom laufenden Wettbewerb aus. Für den RSC Anderlecht kam er in der Saison 2014/15 als Stammspieler in 25 Spielen der regulären Spielzeit zum Einsatz, wobei ihm zwei Treffer und vier Torvorlagen gelangen. Nach einem dritten Platz nach absolvierter regulärer Saison nahm er an allen zehn Spielen der Meisterschaftsrunde teil, die er mit dem Team abermals knapp auf dem dritten Platz beendete. Im belgischen Fußballpokal 2014/15 erreichte das Team das Finale, in dem es dem FC Brügge knapp mit 1:2 unterlag. Noch im Februar 2015 wurde Acheampongs im Sommer 2017 auslaufender Vertrag um weitere zwei Jahre verlängert und er somit bis Sommer 2019 an den Klub gebunden.
Im Juni 2017 wurde Acheampong in die Chinese Super League an Tianjin Teda verliehen und nur sechs Monate später vom chinesischen Klub fest verpflichtet. Im April 2021 wechselte Acheampong ligaintern zum FC Shenzhen.

## Nationalmannschaftskarriere

### Über die U-20 ins ghanaische A-Nationalteam

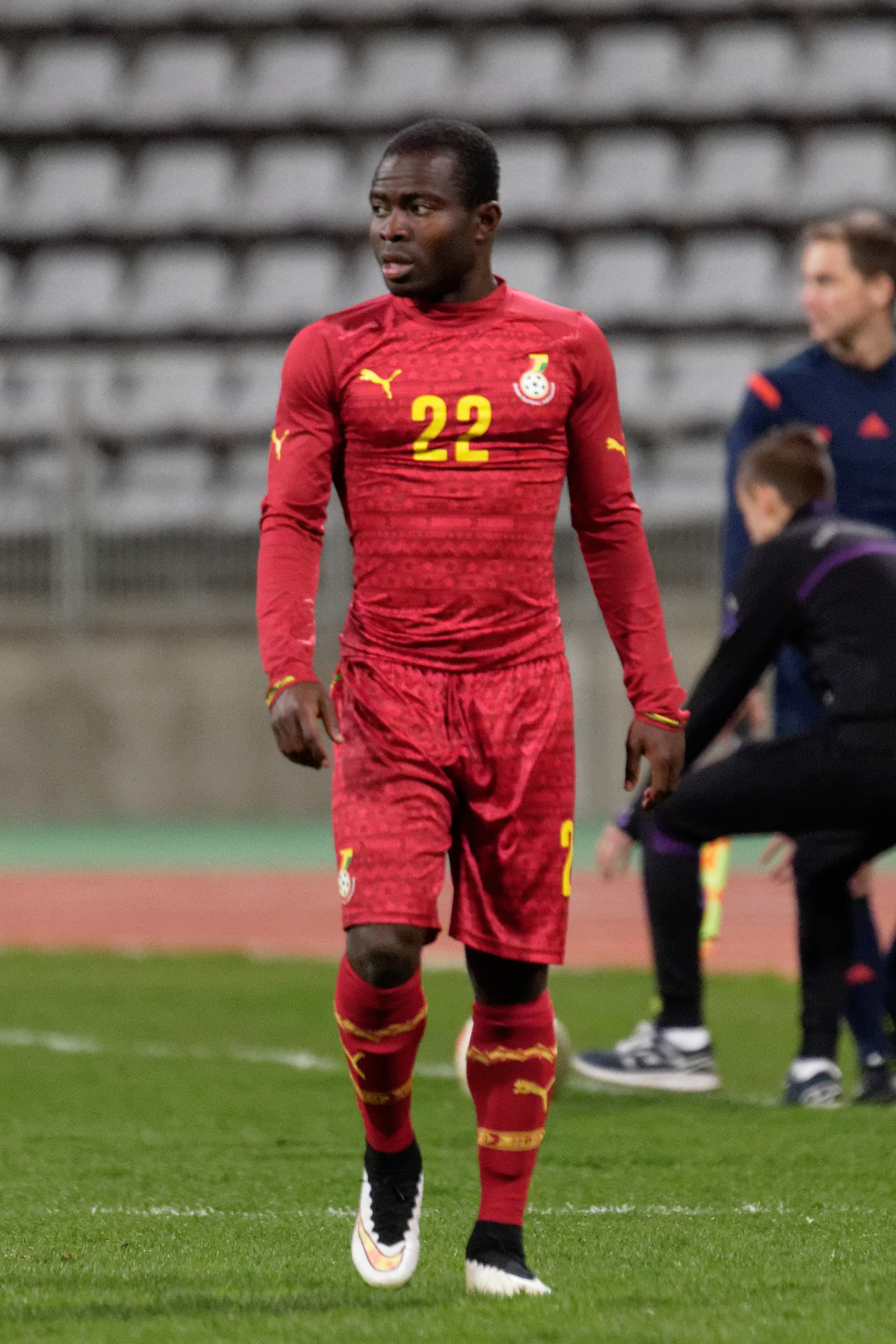
Acheampong als ghanaischer Nationalspieler (2015)

Nachdem Acheampong zu diversen Einsätzen für die ghanaische U-20-Nationalmannschaft, deren Kapitän er auch kurzzeitig war, gekommen war, gab er noch als 18-Jähriger im Jahre 2012 sein Debüt in der A-Nationalmannschaft seines Heimatlandes. Mit der U-20 nahm er im März 2013 an der U-20-Fußball-Afrikameisterschaft 2013 in Algerien teil und qualifizierte sich als Vizeafrikameister hinter Ägypten, das im Finale erst im Elfmeterschießen als Sieger hervorging, für die U-20-WM des gleichen Jahres in der Türkei. Unter Sellas Tetteh schaffte es die Mannschaft als Gruppendritter nur knapp ins Achtelfinale und kämpfte sich bis Halbfinale durch, wo das das Team den gleichaltrigen Franzosen mit 1:2 unterlag, jedoch im Spiel um Platz 3 die irakische U-20 mit 3:0 bezwang. Frank Acheampong wurde dabei in allen sieben Spielen seiner Mannschaft eingesetzt und war mit zwei Treffern neben Ebenezer Assifuah auch einer der Hauptleistungsträger des Teams.
Im August 2012 wurde Acheampong von James Kwesi Appiah erstmals für ein Freundschaftsspiel gegen China in die ghanaische A-Nationalmannschaft einberufen. In dem Spiel gab er am 15. August 2012 im Alter von 18 Jahren, neun Monaten und 30 Tagen sein offizielles Debüt in der A-Nationalmannschaft seines Heimatlandes, als er von Beginn an als Linksaußen am Rasen stand und ab Minute 60 durch den offensivstarken Abdul Majeed Waris ersetzt wurde. Danach wurde es weitgehend ruhig um den schnellen und wendigen Spieler; erst im September 2013 folgte eine neuerliche Einberufung. Bei einem afrikanischen WM-Qualifikationsspiel gegen Sambia saß Acheampong ohne Einsatz auf der Ersatzbank und kam nur vier Tage später bei einem Freundschaftsspiel während des Kirin Challenge Cup gegen Japan zu seinem zweiten Länderspieleinsatz. Dabei wurde er bei der 1:3-Niederlage über die volle Spieldauer als Linksaußen eingesetzt und erzielte in der 24. Spielminute den Führungstreffer und gleichzeitig auch den einzigen Treffer seines Teams.
Nachdem er für die anschließende WM 2014 in Brasilien nicht berücksichtigt wurde und es auch zu keinen Nominierungen ins Team während der Qualifikation zur Afrikameisterschaft 2015 kam, wurde Acheampong von Avram Grant in das ghanaische Aufgebot der darauffolgende Endrunde in Äquatorialguinea geholt. In der Gruppenphase lediglich auf der Ersatzbank wurde er ab dem Viertelfinale als Ersatzspieler an den Außenbahnen eingesetzt und agierte dabei zwei Mal als Ersatz für Christian Atsu und einmal als Ersatz für André Ayew. Mit der Mannschaft schaffte er es dabei bis ins Finale, wo das Team nach 8:9 im Elfmeterschießen der Elfenbeinküste unterlag. Nachdem die Ghanaer zu Beginn des Elfmeterschießens bereits als fixer Sieger aussahen, nachdem die ersten beiden Tore gelangen und die Ivorer bei ihren ersten beiden Versuchen verschossen, konnten Afriyie Acquah als dritter ghanaischer Schütze, sowie Acheampong als vierter Schütze ebenfalls nicht treffen und hatten somit einen großen Anteil an der Finalniederlage. Auch nach der Afrikameisterschaft wurde er im März desselben Jahres zu einem freundschaftlichen Länderspiel gegen Senegal einberufen und kam in diesem auch zum Einsatz. Weitere Länderspieleinsätze folgten in diesem Jahr.

## Erfolge

### Verein
Berekum Chelsea
- Ghanaischer Meister: 2010/11

Buriram PEA/United
- Thailändischer Meister: 2011
- Thailändischer Pokalsieger: 2011, 2012
- Thailändischer Ligapokalsieger: 2011, 2012

RSC Anderlecht (Nachwuchs)
- Sieger des Torneo di Viareggio: 2013

RSC Anderlecht
- Meister der belgischen Pro League: 2012/13 und 2013/14
- Sieger des belgischen Supercups: 2013 und 2014
- Finalist des belgischen Fußballpokals: 2014/15

### Nationalmannschaft
Ghana U20
- Vizeafrikameister: 2013
- 3. Platz bei der U-20-Fußball-Weltmeisterschaft: 2013

Ghana
- Vizeafrikameister: 2015